# ادوین اسمیت
ادوین اسمیت (انگلیسی: Edwin Smith; 1822 – ۲۷ آوریل ۱۹۰۶) باستان‌شناس متخصص در مصر باستان اهل ایالات متحده آمریکا بود.